# Let It Go (Def Leppard)
Let It Go è una canzone del gruppo musicale britannico Def Leppard, ed è uno dei due singoli estratti dal loro album High 'n' Dry del 1981. Raggiunse la posizione numero 34 della classifica Mainstream Rock Songs negli Stati Uniti.
La canzone è presente nel videogioco SSX on Tour.

## Video musicale
Il videoclip di Let It Go è stato girato da Doug Smith presso il Royal Court Theatre di Liverpool, il 22 luglio 1981. Nell'occasione, sono stati girati anche i video di
High 'n' Dry (Saturday Night) e Bringin' On the Heartbreak.

## Formazione
- Joe Elliott – voce
- Steve Clark – chitarra, cori
- Pete Willis – chitarra, cori
- Rick Savage – basso,  cori
- Rick Allen – batteria

## Tracce
1. Let It Go
2. Switch 625